# Eriogonum thornei
Eriogonum thornei là một loài thực vật có hoa trong họ Rau răm. Loài này được (Reveal & Henr.) L.M.Shultz mô tả khoa học đầu tiên năm 1998.